# 水久保美千男
水久保 美千男（みずくぼ みちお、1955年 - 2016年11月28日）は、日本の陸上競技選手。専門は長距離走。

## 経歴
父親も陸上競技選手で、1953年の九州一周駅伝の出場経験があった。
大分県立中津商業高等学校を1974年に卒業して新日本製鐵八幡製鐵所（現・日本製鉄）に入社する。高校在学中の1973年から九州一周駅伝に出場し、1982年まで10年連続して区間賞を受賞した。1980年の大会では、同じ区間を走った旭化成の宗茂に45秒差をつけた。
1982年の毎日マラソン（現・びわ湖毎日マラソン）では、初マラソンの工藤一良（日産自動車）を抑えて初優勝を果たした。
現役引退後は新日鐵陸上部コーチ、福岡陸上競技協会理事、九州実業団陸上競技連盟事務局長を歴任した。
長男も陸上競技選手の道を歩み、JR九州陸上部から九州一周駅伝に出場している。
2016年11月28日、肝細胞癌のため死去（61歳）。